# 2019年剛果民主共和國參議院選舉
2019年剛果民主共和國參議院選舉於2019年3月14日在剛果民主共和國進行的選舉。此項選舉原先曾訂於2012年6月、2013年6月及2016年初舉行，但三度延期。 